# Rubus lictorum
Rubus lictorum är en rosväxtart som beskrevs av Plien.. Rubus lictorum ingår i släktet rubusar, och familjen rosväxter. Inga underarter finns listade i Catalogue of Life.